# 漳县站
漳县站，位于中华人民共和国甘肃省定西市漳县，是兰渝铁路上的火车站，于2017年9月29日启用，由兰州铁路局陇西车务段管辖。

## 車站周邊
- 漳河
- 兰海高速公路

## 歷史
- 2017年9月29日正式启用。

## 外部連結
- 中国铁路客户服务中心 （页面存档备份，存于）